# Toyota Industries Soccer Club
Il Toyota Industries Soccer Club (豊田自動織機製作所サッカー部?, Toyota Jidō Shokki Seisakujo Sakkā Bu) è una società calcistica giapponese, con sede a Kariya.
Precedentemente conosciuta con il nome di Toyoda Automated Loom Works Soccer Club, è nota per aver fatto parte dei club che nel 1965 parteciparono alla prima edizione della Japan Soccer League.

## Storia
La squadra fu creata nel 1946 come sezione calcistica del circolo sportivo rappresentante il ramo aziendale della Toyota non dedicato ai motori. Dopo essersi qualificata, nel 1964, per il massimo torneo dedicato ai circoli sportivi aziendali, il club fu selezionato per far parte del lotto di squadre che avrebbero preso parte alla prima edizione della Japan Soccer League, massimo livello calcistico giapponese, che lasciò al termine della stagione 1967 in ragione della sconfitta nello spareggio interdivisionale con il Nippon Kokan (a cui ebbe accesso dopo aver totalizzato solo due punti nell'arco del campionato)
Dopo aver fallito per tre volte (di cui due consecutive) il tentativo di guadagnare i playoff con le ultime classificate della Japan Soccer League (a cui si accedeva disputando la finale dell'All Japan Senior Football Championship), il Toyoda ALW riottenne nel 1971 l'iscrizione in Japan Soccer League in occasione della costituzione di un secondo raggruppamento rappresentante la seconda divisione del torneo. Ottenuta nel 1972 la salvezza solo grazie all'allargamento dei quadri del girone, la squadra ripeté la stessa prestazione nella stagione successiva, abbandonando definitivamente il massimo livello del calcio nazionale dopo una sconfitta ai playoff con l'Ibaraki Hitachi. Di lì in poi, inizierà un lento declino delle prestazioni della squadra che la porteranno fino alla retrocessione nelle leghe provinciali, ritornando solo nel 2014 a competere di nuovo nel campionato regionale della Tōkai League, dove ancora milita.

## Cronistoria

### Partecipazione ai campionati
| Livello | Categoria             | Partecipazioni | Debutto | Ultima stagione |
| ------- | --------------------- | -------------- | ------- | --------------- |
| 1°      | Japan Soccer League   | 3              | 1965    | 1967            |
| 2°      | Japan Soccer League 2 | 2              | 1972    | 1973            |

## Colori e simboli
Inizialmente, il colore ufficiale della squadra è stato il rosso, sostituito in seguito dal blu e dal bianco.

## Palmarès
- Aichi Prefectural League: 4

1986, 1991, 2003, 2013